# 张工 (1935年)
张工（1935年7月—），男，山西原平人，中国人民解放军将领，上将军衔。

## 生平
1951年7月参加中国人民解放军。1952年6月起先后在华北军区后勤部油料部、华北军区后勤部卫生部、北京军区后勤部政治部文化补习学校任文化教员，北京军区后勤部政治部宣传科干事、秘书科秘书。1961年12月加入中国共产党。1967年任北京军区司令部办公室副科长。1972年任北京军区政治部秘书处科长、副秘书长。1982年任组织部部长。1985年任北京军区政治部主任。
1988年9月被授予少将军衔。
1989年6月代表戒严部队指挥部与袁木共同举办记者招待会。1990年4月至1992年11月任北京军区政治委员。
1990年7月晋升为中将军衔。
1992年11月任成都军区政治委员。1993年12月至2000年6月任军事科学院政治委员。
1998年3月晋升上将军衔。
中共第十四、十五屆中央委員。